# 김효진 (축구 선수)
김효진(한국 한자: 金孝鎭, 1990년 10월 22일 ~ )은 대한민국의 축구 선수이다. 포지션은 공격수이다.